# Paramaribo
Paramaribo je glavno in največje mesto republike Surinam. Nahaja se na bregovih reke Surinam, okoli 15 kilometrov od Atlantskega oceana. 
Ima približno 250.000 prebivalcev, kar je več kot polovica celotnega prebivalstva države. 
Zgodovinski center mesta je leta 2002 postal spomenik svetovne dediščine UNESCO.

## Zgodovina
Paramaribo so osnovali Nizozemci kot svojo trgovsko postajo. Leta 1630 so ga zavojevali Angleži, s čimer je postal prestolnica nove angleške kolonije. Leta 1667 je to ozemlje zopet prešlo k Nizozemcem in od leta 1815 do leta 1975, ko je Surinam dobil svojo neodvisnost, je bilo pod nizozemsko vlado.
Januarja 1821 je požar v centru mesta uničil več kot 400 hiš in stavb. Drugi požar je septembra 1832 zahteval še 46 hiš v zahodnem delu Waterkanta.
Prebivalci mesta so pretežno afriškega, vzhodnoindijskega, domorodskega, javanskega, kitajskega ali nizozemskega porekla. 

## Gospodarstvo
Osnovne dohodke mestu prinaša izvoz zlata, boksita, sladkornega trsta, riža, kakava, ruma ter tropskega lesa. V mestu se prav tako nahaja proizvodnja cementa in barv.
V Paramaribu se nahaja edini kino v državi. Ob nedeljah in praznikih se v Paramaribu organizira tekmovanje ptičjega petja.

## Promet
Glavni mestni letališči sta Mednarodno letališče Johana Adolfa Pengela in Letališče Zorg en Hoop, kjer je tudi sedež družbe Blue Wing Airlines. Most Julesa Wijdenboscha Paramaribo povezuje z mestom Meerzorg na drugi strani reke Surinam. 

## Podnebje
Paramaribo ima ekvatorialno podnebje. Letno prejme okrog 2200 mm dežja, temperature pa skozi vse leto nihajo med 22 °C in 31 °C. Vsak mesec povprečno prejme najmanj 60 mm dežja in tako nima prave suhe dobe, še najmanj dežja prejme med septembrom in novembrom. 

## Krajevne znamenitosti
- Surinamska mošeja
- Državni zbor Republike Surinam
- Sinagoga Neve Shalom
- Stolnica sv. Petra in Pavla, Paramaribo
- Hindujski tempelj Arya Dewaker

## Šport
Iz Paramariba izhajajo številni znani nogometaši (nekateri izmed njih so kasneje tudi zaigrali za nizozemsko reprezentanco): 
- Andwélé Slory
- Aron Winter
- Clarence Seedorf
- Edgar Davids
- Fabian Wilnis
- Henk Fräser
- Jerry de Jong
- Jimmy Floyd Hasselbaink
- Kelvin Leerdam
- Maarten Atmodikoro
- Mark de Vries
- Regi Blinker
- Romeo Castelen
- Stanley Menzo
- Ulrich van Gobbel
- Edson Braafheid

V Paramaribu (pa tudi drugod po državi) so priljubljeni še tenis, golf in košarka. 

## Pobratena mesta
- Antwerpen, Belgija
- Hangdžov, Kitajska
- Willemstad, Curaçao[1]
- Yogyakarta, Indonezija